# Precios constantes
Precios constantes es una expresión de la economía que se refiere a una manera de estimar el valor monetario de ciertas magnitudes económicas e indicadores económicos.
Por ejemplo, al medir la cantidad ingresada por agricultor con la venta de sus productos, existen dos variables: la cantidad producida cada año y el precio unitario pagado por una misma cantidad de grano o producto. Si queremos hacernos una idea de cómo cambia realmente la cantidad producida total cuando existen diferentes productos, podemos contabilizar cómo habría cambiado el ingreso suponiendo que los precios unitarios no hubieran cambiado, es decir, si estos precios hubieran sido constantes.
Los precios constantes no tienen en cuenta la inflación para saber si la cantidad de dinero ganado en ese año es mayor o menor al anterior.
Pero por otro lado cabe resaltar que cuando se hace alusión a Valor nominal o corriente sí tiene en cuenta la inflación.